# Бремгартен (Ааргау)
Бремгартен (нім. Bremgarten AG) — місто  в Швейцарії в кантоні Ааргау, округ Бремгартен.

## Географія
Місто розташоване на відстані близько 85 км на північний схід від Берна, 23 км на схід від Аарау.
Бремгартен має площу 11,4 км², з яких на 23,1% дозволяється будівництво (житлове та будівництво доріг), 22,3% використовуються в сільськогосподарських цілях, 48% зайнято лісами, 6,6% не є продуктивними (річки, льодовики або гори).

## Демографія
2019 року в місті мешкало 8211 осіб (+10,3% порівняно з 2010 роком), іноземців було 21,7%. Густота населення становила 723 осіб/км².
За віковим діапазоном населення розподілялося таким чином: 19,6% — особи молодші 20 років, 63,3% — особи у віці 20—64 років, 17,1% — особи у віці 65 років та старші. Було 3696 помешкань (у середньому 2,2 особи в помешканні).
Із загальної кількості 4490 працюючих 56 було зайнятих в первинному секторі, 1065 — в обробній промисловості, 3369 — в галузі послуг.